# Râul Prîpeat
Prîpeat (în ucraineană Прип’ять, transliterat: Prîpeat, în rusă Припять, transliterat: Pripeat, în poloneză Prypeć, în belarusă Прыпяць) este un râu ce izvorăște la granița dintre Polonia și Ucraina. Afluenții săi sunt: Gorin, Ubort, Ptic. Prîpeat se varsă în lacul Kiev de pe Nipru.

## Ecologie
Arțarul american (Acer negundo) sau arțarul de cenușă este o specie periculoasă invazivă, care poate îndepărta speciile native din comunitățile de plante naturale și cultivate într-o perioadă scurtă de timp. În zonele scăldate de apele râurilor Bug, Muhaveț, Prîpeat și altele, arțarul de cenușă formează în prezent comunități de plante monodominante, suprimând complet alți concurenți.